# Plötze 17

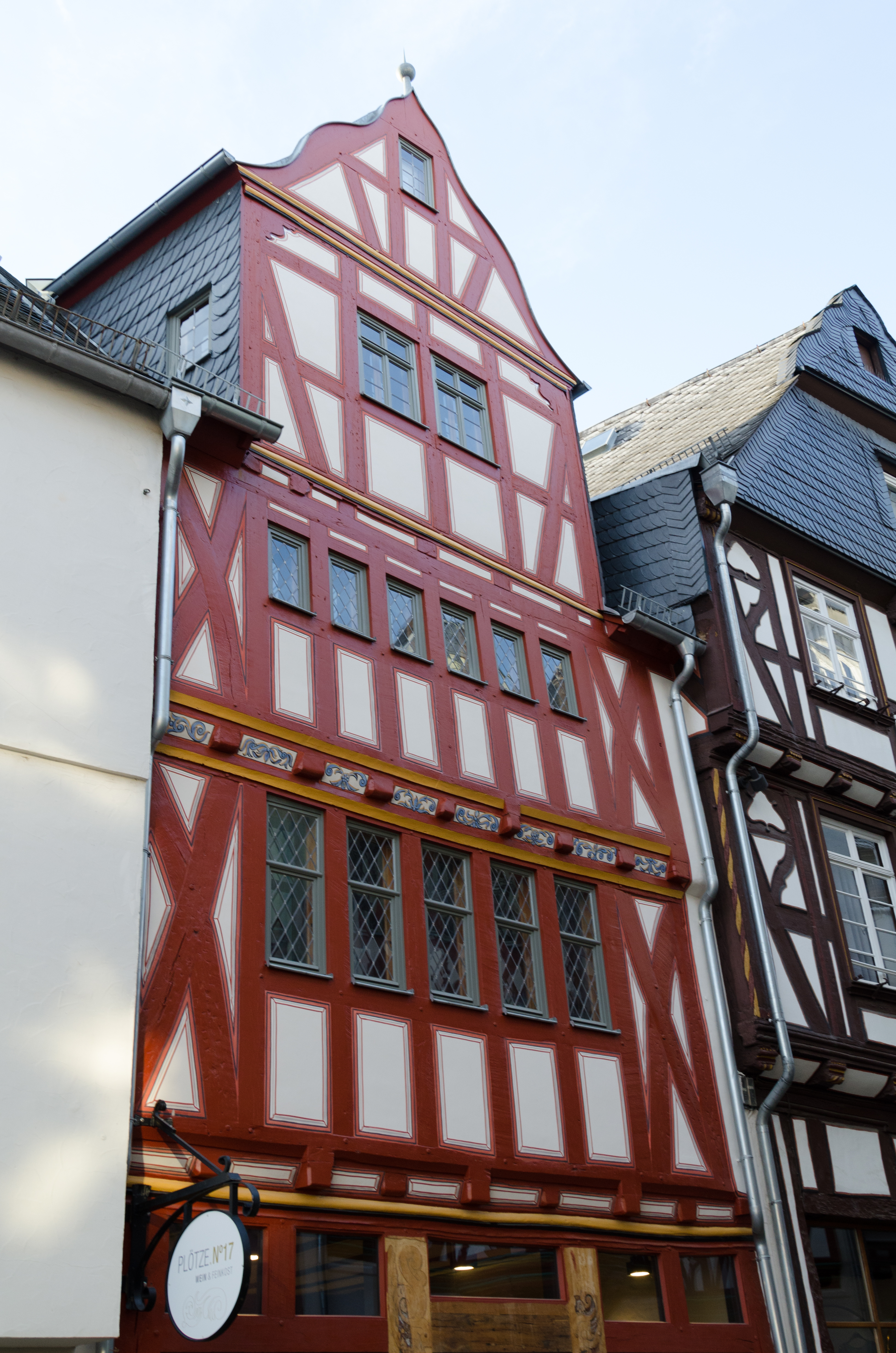
Plötze 17, Vorderansicht

Das Haus Plötze 17 ist ein denkmalgeschütztes Fachwerkhaus aus dem 16. Jahrhundert in der mittelhessischen Stadt Limburg an der Lahn.
74 Jahre lang, bis 2011, befand sich im Haus das Uhr- und Juweliergeschäft Beste.
Im Dezember 2014 wurden die Sanierungsarbeiten mit dem Bundespreis für Handwerk in der Denkmalpflege ausgezeichnet.
Das Gebäude ist Kulturdenkmal nach dem Hessischen Denkmalschutzgesetz und als solches Teil der Gesamtanlage Altstadt und Frankfurter Vorstadt.